# Leinster House
Leinster House er den tidligere residens for hertugen af Leinster, som siden 1922 har huset Dáil Éireann og siden 1937 Oireachtas, Republikkens Irlands lovgivende forsamling. Før 1922 holdt Royal Dublin Society til i bygningen. Bygningen ligger i Irlands hovedstad Dublin.
Det irske parlament, som blev nedlagt i 1801, holdt til på flere forskellige steder gennem århundreder. Den højeste adelsmand i landet, jarlen af Kildare, fik fra slutningen af det 18. århundrede Leinster House som sin officielle residens, når han var i Dublin. Huset hed først Cill Dare House efter det irske navn for Kildare. Det blev bygget 1745-1748 i en noget anderledes bygningsstil end andre bygninger.
Bygningen var en af de største og mest storslåede bygninger i Dublin. Da Det Hvide Hus i Washington blev bygget, var bygmesteren James Hoban inspireret af Leinster House.
Kort tid før det gamle parlament blev opløst, boede lord Edward FilzGerald på Leinster House. Han blev involveret i oprøret i 1798 og døde senere af de sår, han pådrog sig under en arrestation.
Gennem den anglo-irske traktat af 1921 blev der oprettet et nyt parlament, og den første regering blev den provisoriske regering ledet af W. T. Cosgrave.
Leinster House er blevet udvidet en række gange, sidst i 2000.

## Irlands national politik
Irlands parlament, Oireachtas, omfatter Irlands præsident samt de to kamre, Dáil Éireann (Deputeretkammer) og Seanad Éireann (Senatet). Alle tre har hjemme i Dublin. Præsidentens embedsbolig er Áras an Uachtaráin beliggende i byens største park, Phoenix Park. Boligen var tidligere residens for generalguvernøren i Den Irske Fristat. De to kamre mødes i Leinster House, der har været anvendt til formålet siden dannelsen af fristaten i 1922.
Regeringen har til huse i Government Buildings, en stor bygning, der er skabt af Sir Aston Webb, der også skabte den edwardianske facade på Buckingham Palace. I 1921 mødtes House of Commons for Sydirland i bygningen, og da Den Irske Fristat blev en realitet, gjorde regeringen Government Buildings ved siden af Leinster House til midlertidigt hjemsted for nogle ministerier. Efter nogen tid blev begge bygninger permanente regerings- og parlamentsbygninger.
53°20′25.98″N 6°15′14.48″V / 53.3405500°N 6.2540222°V